# Planá (ort i Grekland)
Planá (Plana) är en ort i Grekland.   Den ligger i prefekturen Chalkidike och regionen Mellersta Makedonien, i den nordöstra delen av landet, 270 km norr om huvudstaden Aten. Planá ligger 120 meter över havet och antalet invånare är 210.
Terrängen runt Planá är huvudsakligen kuperad, men den allra närmaste omgivningen är platt. Planá ligger nere i en dal.  Närmaste större samhälle är Polýgyros, 18,9 km väster om Planá. 